# Aron
Aron (hebrejsko אַהֲרֹן; dobesedno nositelj mučenikov; standardnohebrejsko Aharon, tiberijskohebrejsko ʾAhărōn) je svetopisemska oseba, ki je predstavljen kot starejši Mojzesov brat. Bil je najstarejši sin (in drugi otrok) Amrama in Jočebede iz Levijevega rodu.
Bil je prvi veliki duhovnik. Umrl je na vrhu gore Hor, njegov sin Eleazar pa je postal njegov naslednik.